# Heilige Dreifaltigkeit (Schweinheim)

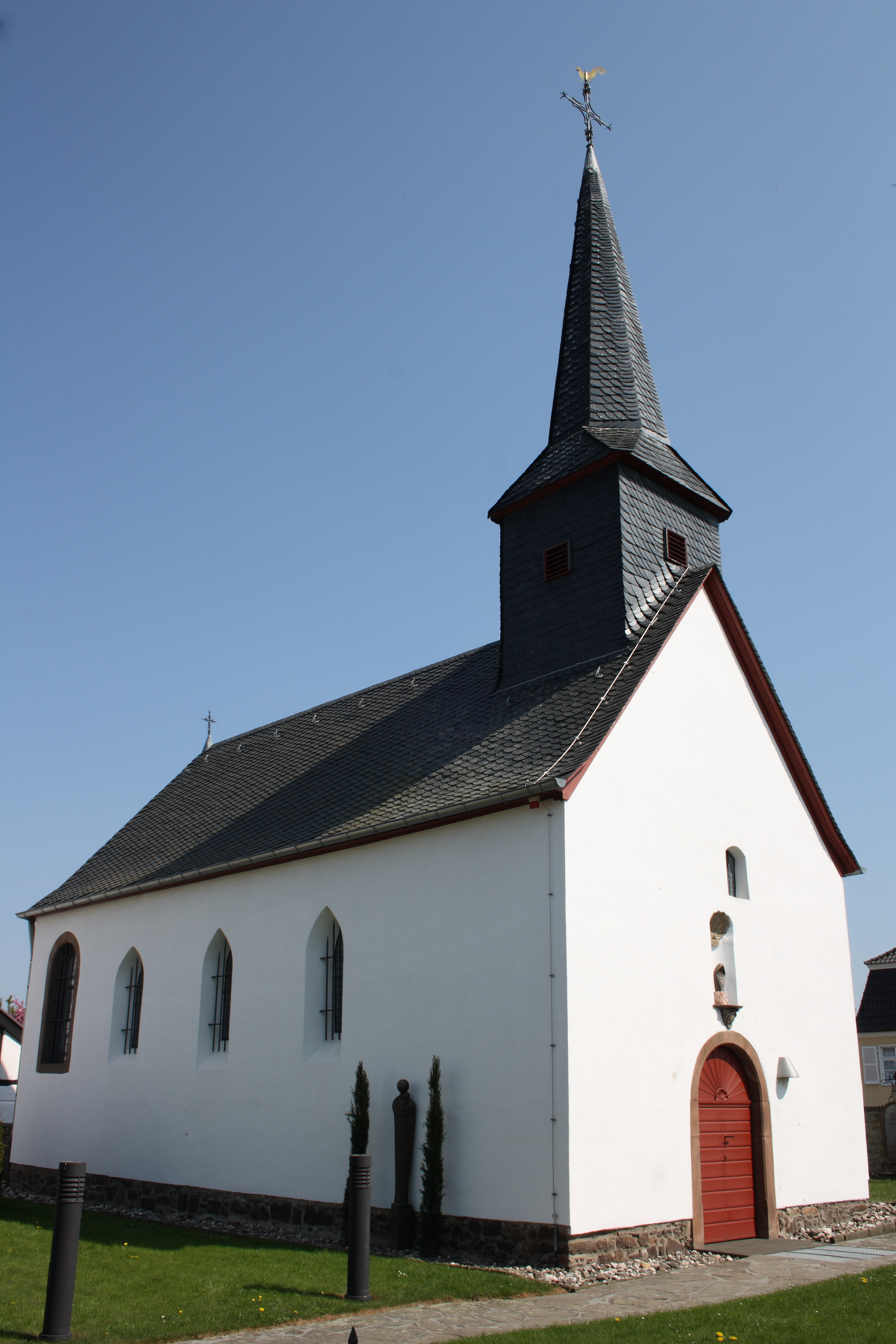
Heilige Dreifaltigkeit in Schweinheim von Nordwesten

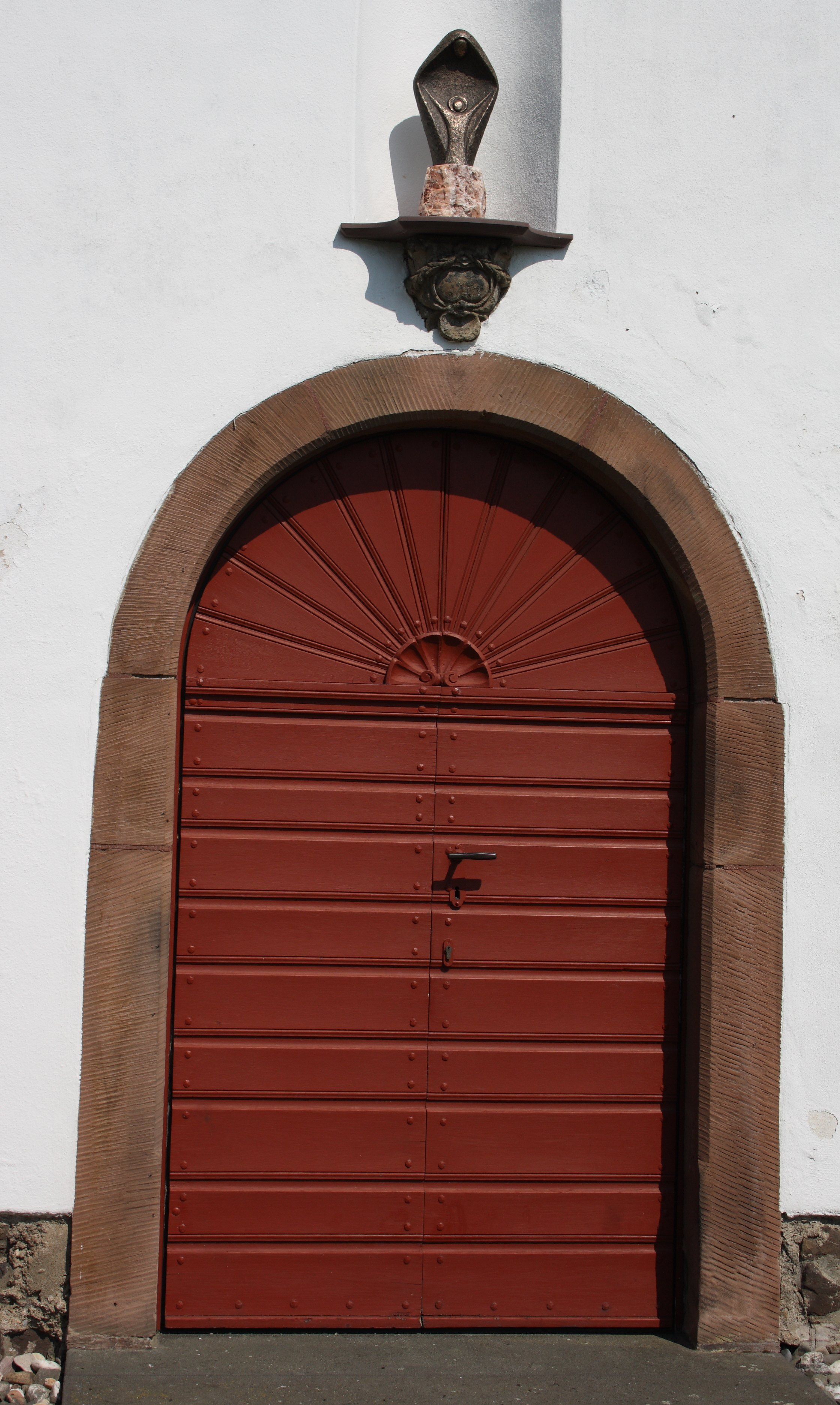
Portal der Kapelle

Die katholische Kapelle Heilige Dreifaltigkeit in Schweinheim, einem Stadtteil von Euskirchen im Kreis Euskirchen in Nordrhein-Westfalen, wurde im 15. Jahrhundert errichtet. Die der Heiligen Dreifaltigkeit geweihte Kapelle ist ein geschütztes Baudenkmal.

## Geschichte
Eine Kapelle in Schweinheim ist im 15. Jahrhundert erstmals überliefert. Der gotische Bau steht vermutlich auf Fundamenten aus romanischer Zeit.

## Architektur
Die Kapelle ist rund 15 Meter lang und ca. 5 Meter breit. Der Saalbau aus Bruchstein ist verputzt und die ältesten Teile im Westen sind aus dem 15. Jahrhundert. Die Fenster sind im Langhaus spitzbogig und im Chor rundbogig, sie sind in Haustein gefasst. Auf dem geschieferten Satteldach sitzt im Westen ein Dachreiter, der von einem spitzen Helm bekrönt wird. Die an der Südseite angebaute Sakristei stammt aus dem 18. Jahrhundert. Das Obergeschoss der Sakristei ist in Fachwerk ausgeführt. Das Schiff ist flach gedeckt und mit Stuckornamenten versehen.

## Ausstattung
Der barocke Altar stellt in seiner Mittelnische die Hl. Dreifaltigkeit dar. In den seitlichen Nischen des Chores stehen Figuren von Maria und Josef.
An der westlichen Südwand wurden spätgotische Fresken freigelegt. Sie zeigen die Flucht der Heiligen Familie nach Ägypten und den Einzug Jesu nach Jerusalem.